# Försterei

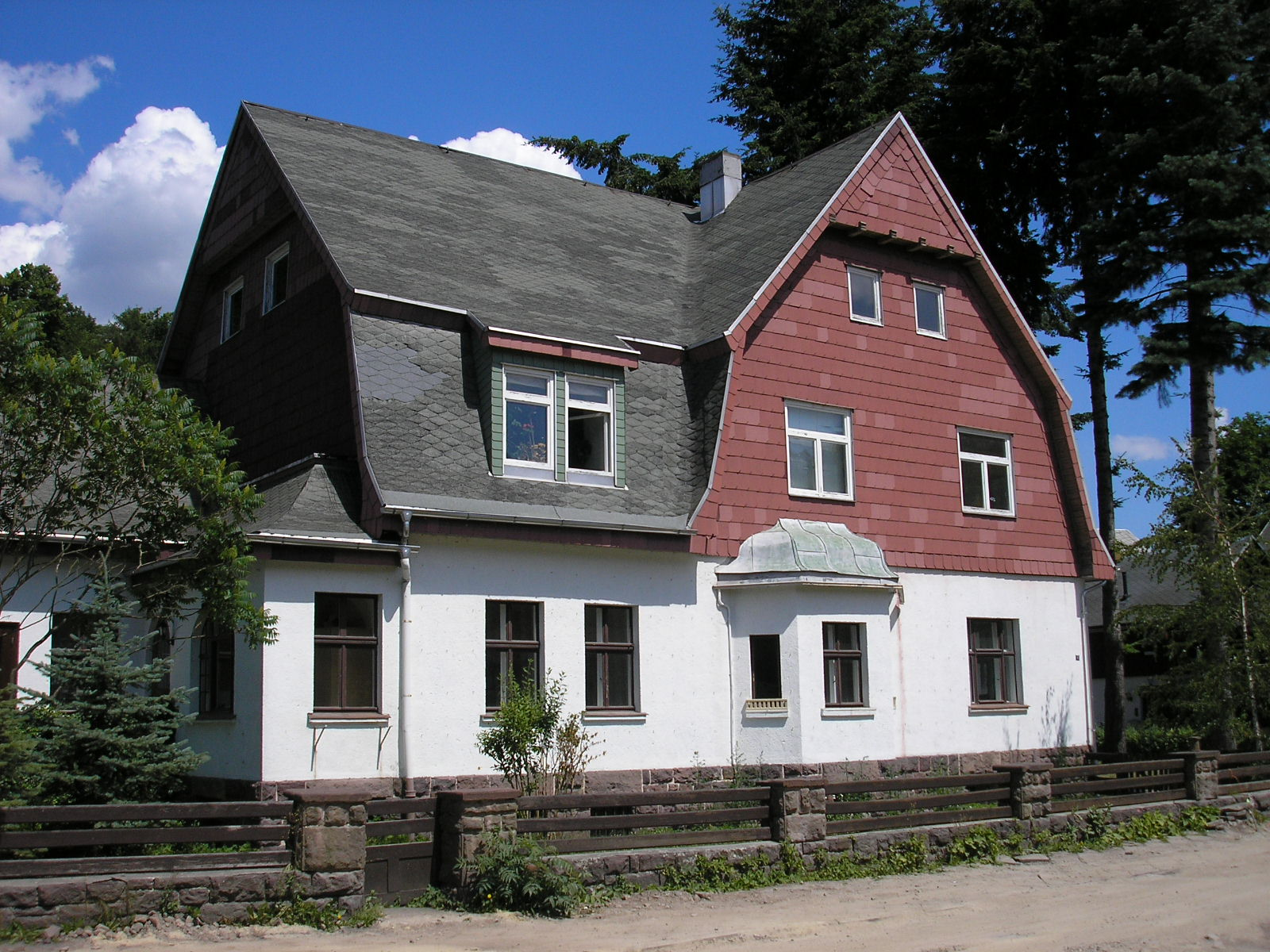
Forsthaus in Ilmenau

Die Försterei (Revierförsterei) ist eine Unterbehörde der Forstverwaltung. Sie ist für die Betreuung der Waldflächen im Forstrevier zuständig und untersteht einer höheren Forstbehörde, in der Regel einem Forstamt oder einer Oberförsterei. Die Bezeichnung einer Försterei kann je nach Staat, Region und Besitzart variieren. Dazu gehören auch die vergleichbaren Institutionen des Groß-Privatwalds. Der Leiter der Försterei heißt  Revierförster. Die Hauptaufgaben sind die Bewirtschaftung des Waldes unter betriebswirtschaftlichen Gesichtspunkten. Hierzu gehören die Produktion, Ernte von Holz und Nebenprodukten ebenso, wie auf gleicher Fläche die Sicherstellung der besonderen Schutz- und Erholungsfunktionen des Waldes.

## Deutschland
In der Regel sind Forstämter in Deutschland in Revierförstereien (Betriebsbezirke) aufgeteilt. In Schleswig-Holstein ist die amtliche Bezeichnung „Försterei“. Die Betriebsbezirke umfassen meist die Gemarkungen einzelner Dörfern oder Städte und Stadtteile oder die mehrerer Dörfer in einem „Verbund“. In Thüringen wird das gesamte Landesgebiet gemäß § 59 Landeswaldgesetz durch die oberste Forstbehörde in staatliche Forstamtsbezirke und diese in Forstbetriebsbezirke (Forstreviere) eingeteilt. Der Dienstsitz eines Försters ist das Forsthaus.

## Litauen

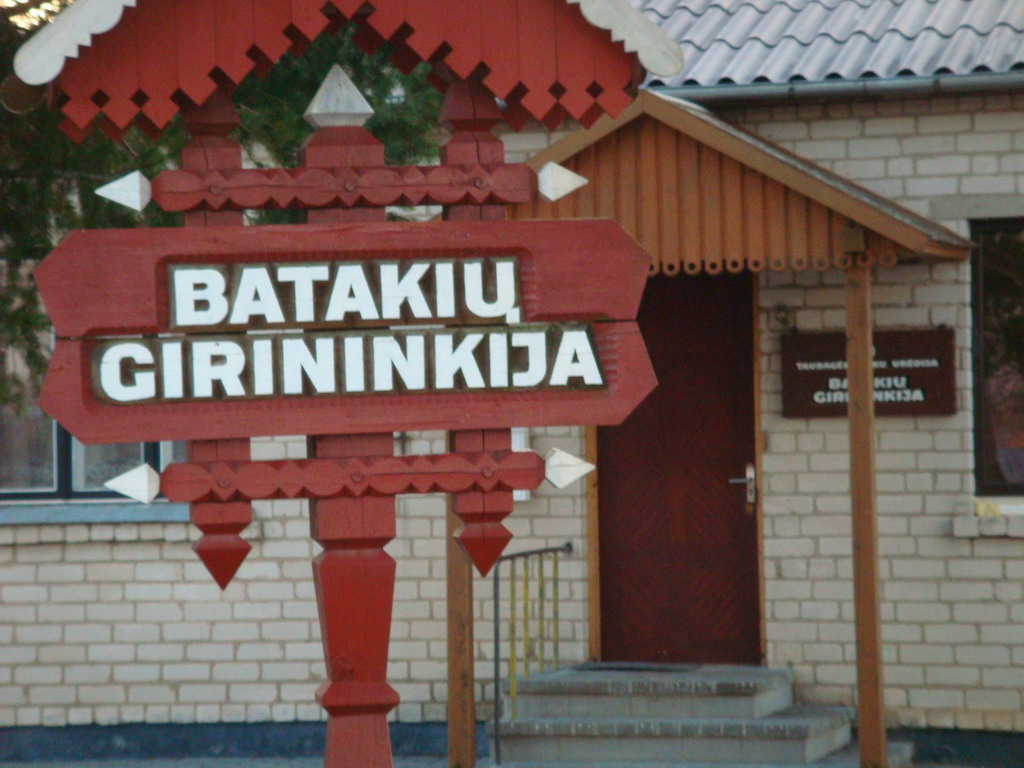
Försterei Batakiai in Litauen

Die Försterei (lit. girininkija) ist eine Unterbehörde einer Oberförsterei (lit. miškų urėdija) in Litauen. Die 350 Förstereien werden von den Förstern (lit. girininkas) verwaltet und geleitet (Stand: 2013). Jeder Förster hat mindestens einen oder zwei Stellvertreter (girininko pavaduotojas). Der Försterei unterstehen einige Unterförstereien (lit. eiguva). 
2013 betrug die durchschnittliche verwaltete Forstrevier-Größe 3.045 Hektar (3.300 Hektar  im Jahr 2004). Die kleinste Försterei verwaltet etwa 1.500 Hektar Wald (zum Beispiel, in Varlaukis). Die größte Försterei betreut 36.000 Hektar großes Territorium (zum Beispiel, die Försterei Šešuolėliai), davon 12.000 Hektar Wald.
2009 variierte die durchschnittliche verwaltete Forstreviergröße in den einzelnen litauischen Forstämtern von 2.200 Hektar (in der Oberförsterei Utena) bis zu 3.900 Hektar (in den Oberförstereien Nemenčinė und Šiauliai). 2009 gab es in einem Forstamt von 4 (im Nationalpark Kurische Nehrung) bis zu 16 Förstereien (in der Oberförsterei Ukmergė).
1429 wurde der erste litauische Revierförster als Forstbeamter urkundlich von den Kreuzrittern erwähnt. Die ersten Förstereien entstanden zwischen dem 15. und 16. Jahrhundert. 1518 gab es die Försterei Birštonas und 1524 die Försterei Darsūniškis. In der Mitte des 16. Jahrhunderts hatte das Großfürstentum Litauen 43 Förstereien, davon 14 im Territorium der heutigen Republik Litauen (Alytus, Birštonas, Darsūniškis, Rumšiškės, Karmėlava, Žiežmariai, Gegužinė, Lavoriškės, Kaunas, Vilkija, Merkinė, Veliuona, Skirsnemunė und Jurbarkas). 1997 gab es 474 Förstereien.